# Летаба
Лета́ба (африк. Letabarivier) — река, расположенная в восточной части провинции Лимпопо, Южная Африка. Это один из самых важных притоков реки Элефантес.
Река начинается в месте слияния рек Грут Летаба и Клейн Летаба, откуда они продолжают своё путешествие на восток через Велд. Она впадает в реку Элефантес в предгорьях Лебомбо, недалеко от границы ЮАР с Мозамбиком. В Мозамбике река называется Риу-душ-Элефантиш.
Притоки: Нгарвени, Нгвеньени, Нванедзи, Молотоси, Нсама и Макадзи.
В честь Летабы назван астероид (1264) Летаба, открытый 21 апреля 1933 года южноафриканским астрономом Сирилом Джексоном в обсерватории Йоханнесбурга